# 北条町 (新潟県)
北条町（きたじょうまち）は、かつて新潟県刈羽郡にあった町。

## 沿革
- 1889年（明治22年）4月1日 - 町村制施行に伴い刈羽郡北条村、本条村、東条村が合併し、北条村（きたじょうむら）が発足。
- 1901年（明治34年）11月1日 - 刈羽郡南条村、小澗村、広田村、長鳥村と合併して、北条村を新設。
- 1955年（昭和30年）11月1日 - 刈羽郡中鯖石村と境界の一部を変更。
- 1956年（昭和31年）9月30日 - 刈羽郡中通村の一部を編入。
- 1957年（昭和32年）10月1日 - 町制施行し北条町となる。
- 1971年（昭和46年）5月1日 - 柏崎市に編入され消滅。